# Kurze-Kamp-Straße
Die Kurze-Kamp-Straße in Hannover ist ein jahrhundertealter historischer Verkehrsweg im heutigen Stadtteil Bothfeld. In der Straße findet sich eine Ladenzeile aus den 1950er Jahren unter Denkmalschutz, dessen Aufhebung jedoch Anfang 2017 von einem Abgeordneten des Bezirksrates Bothfeld-Vahrenheide gefordert wurde.

## Geschichte
Die heutige Kurze-Kamp-Straße war schon zur Zeit des Kurfürstentums Hannover bekannt und diente um 1780 noch als Feldweg. Doch erst in der späten Gründerzeit des Deutschen Kaiserreichs wurde die Straße im Jahr 1907 nach dem dortigen Flurnamen benannt.
Zur Zeit des Nationalsozialismus und während des Zweiten Weltkrieges wurde 1941 am östlichen Ende der Kurze-Kamp-Straße und im Bereich der Hartenbrakenstraße ein Lager aus Baracken für die überlebenden Opfer der Luftangriffe auf Hannover eingerichtet. und dort – vor 1943 – die Südplatz genannte Platzanlage an der Straße angelegt und nach ihrer Lage benannt.
Nach dem Krieg wurde mit Genehmigung der Britischen Militärbehörden das in weiten Teilen zerstörte Barackenlager als „Kurze-Kamp-Kolonie“ in Form sogenannter „Nissenhütten“ wieder aufgebaut, um dann bis 1956 teilweise bis zu einem Jahrzehnt ganzen Familien als Notunterkunft zu dienen.
Schließlich wurde an der Kurze-Kamp-Straße – ähnlich wie die in der Einsteinstraße und dem Emil-Nolde-Weg in den Jahren 1955 bis 1956 von dem Architekten Friedrich Lindau errichtete Kurze-Kamp-Siedlung – unter der Adresse Kurze-Kamp-Straße 13–20 eine zur Siedlung zählende Zeile zusammenhängender Geschäftsläden errichtet. Einer dieser dort errichteten „Klinkerbauten markiert mit seinem vorkragenden Giebel des rechtwinklig verdrehten OG den Zugang zum Quartier.“
Ebenfalls im Jahr 1956 wurde der Südplatz aufgehoben und Teil der Kurze-Kamp-Straße.
Am 7. Dezember 1963 konsekrierte Bischof Heinrich Maria Janssen die an der Kurze-Kamp-Straße errichtete Heilig-Geist-Kirche und erhob die katholische Gemeinde zeitgleich zur Pfarrei.